# Área censal de Bethel
El área censal de Bethel (en inglés: Bethel Census Area) es una de las 11 áreas censales del estado estadounidense de Alaska. En el censo del año 2000, el área censal tenía una población de 16,006 habitantes y una densidad poblacional de 0 persona por km². El área no posee sede de borough.

## Geografía
Según la Oficina del Censo, el área censal tiene un área total de 117 866 km² (45 508,1 mi²), de la cual 105 240 km² (40 633,2 mi²) es tierra y 992 km² (383 mi²) (43.12%) es agua.

### Boroughs y áreas censales adyacentes
- Área censal de Wade Hampton (noroeste)
- Área censal de Yukon-Koyukuk (norte)
- Borough de Matanuska–Susitna (este)
- Borough de Península de Kenai (sureste)
- Borough de Lake and Peninsula (sur)
- Área censal de Dillingham (sur)

## Demografía
Según el censo de 2000, había 16,006 personas, 4,226 hogares y 3,173 familias residiendo en la localidad. La densidad de población era de 0 hab./km². Había 5,188 viviendas con una densidad media de 0 viviendas/km². El 12.53% de los habitantes eran blancos, el 0.38% afroamericanos, el 81.93% amerindios, el 1.05% asiáticos, el 0.06% isleños del Pacífico, el 0.19% de otras razas y el 3.85% pertenecía a dos o más razas. El 0.87% de la población eran hispanos o latinos de cualquier raza.

## Localidades
- Akiachak
- Akiak
- Aniak
- Atmautluak
- Bethel
- Chefornak
- Chuathbaluk
- Crooked Creek
- Crow Village
- Eek
- Georgetown
- Goodnews Bay
- Kasigluk

- Kipnuk
- Kongiganak
- Kwethluk
- Kwigillingok
- Lime Village
- Lower Kalskag
- Mekoryuk
- Napaimute
- Napakiak
- Napaskiak
- Newtok
- Nightmute
- Nunapitchuk

- Oscarville
- Platinum
- Quinhagak
- Red Devil
- Sleetmute
- Stony River
- Toksook Bay
- Tuluksak
- Tuntutuliak
- Tununak
- Umkumiute
- Upper Kalskag